# Nagonda
Nagonda est un village camerounais de la région de l'Est. Il se situe dans le département de Lom-et-Djérem et dépend de la commune de Garoua-Boulaï et dans le canton Doka. 

## Population
D'après le recensement de 2005, le village comptait cette année-là 729 habitants. Il en comptait 335 en 2011 dont 151 jeunes de moins de 16 ans et 57 enfants de moins de 5 ans. 

## Infrastructures
Nagonda possède un aérodrome depuis 1968, qui a été construit par les missionnaires protestants de l'Église évangélique luthérienne. 
Le plan communal de développement de Garoua-Boulaï prévoyait en 2011 la construction d'une nouvelle école à Nagonda, ainsi que d'une voie de contournement pour gros porteurs.